# Nationaal park Arpimeer
Het Nationaal park Arpimeer is een Nationaal Park in Armenië. Het is gesticht in 2009 en valt onder verantwoordelijkheid van het Ministerie van Natuurbehoud van Armenië.

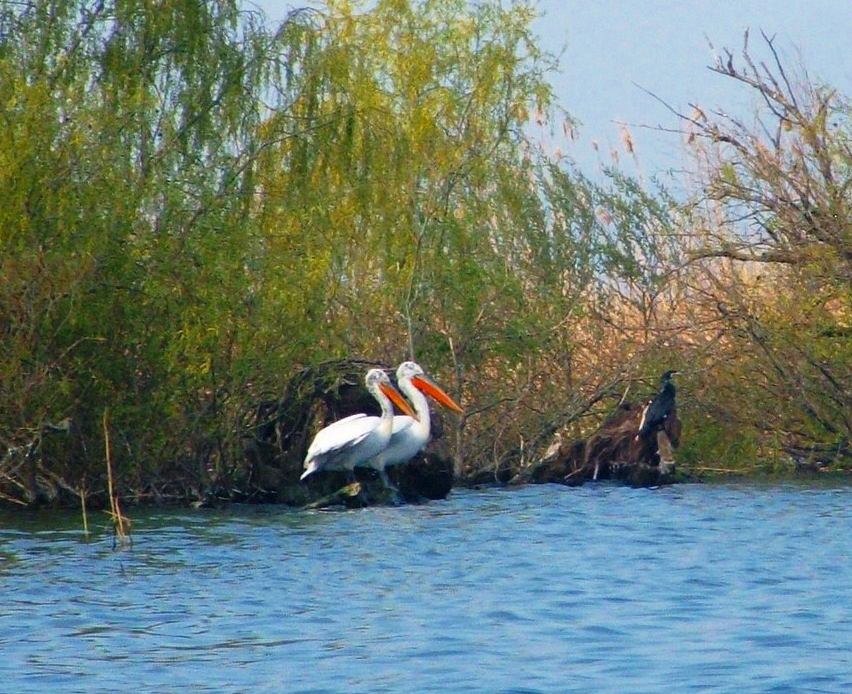
kroeskoppelikaan (Pelecanus crispus)

Het is gelegen op het Dzjavacheti Shirak-plateau in noord-west Armenië in de provincie Shirak. Het Arpimeer ligt op een hoogte van 2023 meter en het totale merengebied is 22 vierkante kilometer groot. Het meer is uitgegroeid tot een van de belangrijkste wateren van het land en het wordt gebruikt voor irrigatie en waterkrachtproductie. Het meer wordt gevoed door smeltwater en vier stromen, terwijl de rivier de Akhurian er ontspringt. Het gebied omvat verder wetlands, graslanden en alpiene weiden.

## Flora en fauna
Er komen 670 soorten vaatplanten voor, waaronder een aantal endemische soorten van de Kaukasus en Armenië, evenals 255 soorten gewervelde dieren, waarvan meer dan 10 zijn opgenomen in de Rode Lijst van de IUCN. In het park vinden we Vipera darevskii (een soort adder), die alleen in dit deel van wereld voorkomt. De meren, wetlands en graslanden zijn belangrijk voor veel trekvogels. Bijzonder zijn de grote kolonie van de Armeense meeuw (Larus armenicus) en de aanwezigheid van de kroeskoppelikaan (Pelecanus crispus) die er broedt. In totaal komen meer dan 100 soorten vogels voor.